# AppArmor
Application Armor in breve AppArmor è un software di sicurezza per Linux distribuito sotto licenza GNU General Public License. Dal 2005 fino al settembre 2007 fu sostenuto da Novell.
Permette all'amministratore di sistema di associare ad ogni programma un profilo di sicurezza che ne limita le possibilità. Fa da supplemento alla tradizionale DAC.
È implementato usando l'interfaccia del kernel nota come Linux Security Modules. AppArmor fu creato in parte come alternativa a SELinux, ritenuto difficile da configurare e mantenere. AppArmor si basa sui percorsi dei file, invece SELinux applica delle particolari etichette di sicurezza ai file. Ciò rende AppArmor indipendente dal filesystem, a differenza di SELinux che richiede un filesystem con supporto per le etichette.
Nel settembre 2007, Novell ha licenziato gran parte del gruppo di lavoro di AppArmor.
Dalla versione del kernel 2.6.35 è stata annunciata l'integrazione della piattaforma per consentire di potenziare i criteri delle policy d'accesso per i software GNU/Linux.

## Modalità operative
AppArmor può operare in due modi: enforcement e learning.
- Enforcement, i profili caricati in questa modalità si tradurranno in esecuzione delle policy e verranno registrati tutti i tentativi di violazione delle norme stabilite;
- Learning, i profili sono caricati in modalità complain e non verranno applicate le restrizioni delle policy. Generalmente la modalità learning è indicata per lo sviluppo dei profili.

## Verifica del servizio tramite shell
È possibile controllare lo status dell'attività del servizio AppArmor tramite shell.
Invocando il programma aa-status si potrà visualizzare il seguente output:
```
$
 
aa-status
apparmor
 
module
 
is
 
loaded.

10
 
profiles
 
are
 
loaded.

10
 
profiles
 
are
 
in
 
enforce
 
mode.

   
/usr/sbin/ntpd

   
/usr/sbin/identd

   
/sbin/klogd

   
/sbin/syslogd

   
/sbin/syslog-ng

   
/usr/sbin/traceroute

   
/usr/sbin/nscd

   
/usr/sbin/mdnsd

   
/bin/ping

   
/usr/sbin/avahi-daemon

0
 
profiles
 
are
 
in
 
complain
 
mode.

2
 
processes
 
have
 
profiles
 
defined.

2
 
processes
 
are
 
in
 
enforce
 
mode
 
:

   
/usr/sbin/nscd
 
(
1942
)
 

   
/usr/sbin/avahi-daemon
 
(
1871
)
 

0
 
processes
 
are
 
in
 
complain
 
mode.

0
 
processes
 
are
 
unconfined
 
but
 
have
 
a
 
profile
 
defined.

```